# Нитрид самария
Нитрид самария — бинарное неорганическое соединение
самария и азота
с формулой SmN,
кристаллы.

## Получение
- Пропускание азота над нагретым самарием [1]:

{\displaystyle {\mathsf {2Sm+N_{2}\ {\xrightarrow {800^{o}C}}\ 2SmN}}}

## Физические свойства
Нитрид самария образует кристаллы
кубической сингонии, пространственная группа F m3m, параметры ячейки a = 0,50481 нм, Z = 4,
структура типа хлорида натрия NaCl
.